# ميلاني جوي
ميلاني جوي (بالإنجليزية: Melanie Joy)‏ هي مدافعة عن حقوق الحيوان ‏ وعالمة نفس أمريكية، ولدت في 2 سبتمبر 1966.

## وصلات خارجية
- الموقع الرسمي